# Max Kilman (fotbollsspelare)
Maximilian William Kilman, född 23 maj 1997 i London, är en engelsk fotbollsspelare som spelar för West Ham United i Premier League.

## Karriär
Kilman spelade i Wolverhampton 2018-2024. Den 6 juli 2024 värvades Kilman av West Ham United, där han skrev på ett sjuårskontrakt.